# Калверт (Алабама)
Калверт (англ. Calvert) — переписна місцевість (CDP) в США, в округах Мобіл і Вашингтон штату Алабама. Населення — 255 осіб (2020).

## Географія
Калверт розташований за координатами 31°9′16″ пн. ш. 88°0′38″ зх. д. / 31.15444° пн. ш. 88.01056° зх. д. (31.154472, -88.010460).  За даними Бюро перепису населення США в 2010 році переписна місцевість мала площу 8,97 км², з яких 8,92 км² — суходіл та 0,05 км² — водойми.

## Демографія
Згідно з переписом 2010 року, у переписній місцевості мешкало 277 осіб у 110 домогосподарствах у складі 73 родин. Густота населення становила 31 особа/км².  Було 147 помешкань (16/км²).
Расовий склад населення:
| - 53,1 % — білих - 35,4 % — чорних або афроамериканців - 6,9 % — корінних американців - 2,2 % — осіб інших рас |

До двох чи більше рас належало 2,5 %. Частка іспаномовних становила 2,2 % від усіх жителів.
За віковим діапазоном населення розподілялося таким чином: 23,5 % — особи молодші 18 років, 59,2 % — особи у віці 18—64 років, 17,3 % — особи у віці 65 років та старші. Медіана віку мешканця становила 40,4 року. На 100 осіб жіночої статі у переписній місцевості припадало 127,0 чоловіків;  на 100 жінок у віці від 18 років та старших — 109,9 чоловіків також старших 18 років.
За межею бідності перебувало 79,4 % осіб, у тому числі 100,0 % дітей у віці до 18 років та 0,0 % осіб у віці 65 років та старших.
Цивільне працевлаштоване населення становило 89 осіб. Основні галузі зайнятості: оптова торгівля — 55,1 %, роздрібна торгівля — 44,9 %.